# Rossell (moneda)
El rossell fou una moneda de billó emesa pels comtes de Rosselló, des de Guislabert I fins a Girard II (1164-1172). A les actes notarials sovint es parla de «sous de rossells» o en llatí medieval solidos monete rosselle.